# Essener SG 1904
Essener SG 1904 – niemiecki klub szachowy z siedzibą w Essen, dwukrotny mistrz kraju.

## Historia
Klub został założony w 1904 roku. W jego zarządzie znajdowali się przedstawiciele elity miasta. W 1947 roku klub zdobył drużynowe mistrzostwo Niemiec, pokonując w finałowej grupie Hamburger SK Union i Hamburger SK. W kolejnym sezonie zespół obronił tytuł mistrzowski, kończąc rozgrywki przed Bielefelder SK i SK Darmstadt-Eberbach. Czołowym zawodnikiem drużyny w tamtym okresie był Wilfried Lange, który był reprezentantem kraju na olimpiadzie 1952 oraz organizatorem różnorakich turniejów, w tym turnieju o indywidualne mistrzostwo Niemiec w 1948 roku. W późniejszym okresie Essener SG wciąż był czołowym klubem miasta, chociaż nigdy już nie uczestniczył w finałowej fazie mistrzostw Niemiec. Z powodu braku miejsca do gry i niewielkiej liczby członków w 1972 roku nastąpiła fuzja z Eisenbahn SV. Po upadku Muru Berlińskiego zespół nawiązał kontakty z klubami z NRD, a na początku lat 90. uczestniczył w rozgrywkach 2. Bundesligi. W 1993 roku klub został rozwiązany, a jego zawodnicy przeszli do SF Katernberg.